# Bactrocera nigrita
Bactrocera nigrita är en tvåvingeart som först beskrevs av Hardy 1955.  Bactrocera nigrita ingår i släktet Bactrocera och familjen borrflugor. Inga underarter finns listade.